# Грязный чёрный мешок
«Грязный чёрный мешок» (англ. That Dirty Black Bag) — американский телесериал в жанре спагетти-вестерн с элементами стимпанка и хоррора. Главные роли в нём сыграли Доминик Купер, Дуглас Бут, Трэвис Фиммел, Эйдан Гиллен и Анна Чанселлор. Премьера шоу состоялась 10 марта 2022 года на канале AMC.

## Сюжет
Действие сериала происходит на Диком Западе в XIX веке. Главные герои — шериф с тёмным прошлым Артур МакКой и безжалостный охотник за головами Красный Билл, который отрезает своим жертвам головы и складывает их в чёрный мешок.

## В ролях
- Дуглас Бут — Красный Билл, охотник за головами
  - Трэвис Фиммел — Андерсон, наставник Красного Билла
- Доминик Купер — Артур МакКой, шериф
  - Айвен Шоу[англ.] — Курт, заместитель шерифа
  - Якопо Рампини[англ.] — Иона, первый помощник шерифа
  - Дэниел Кальтаджироне — Генри Лонжинес, помощник шерифа, кузен Нейтана
  - Бенджамин Стендер — Нейтан Лонжинес, помощник шерифа, кузен Генри
  - Николо Пазетти[англ.] — Мартин, помощник шерифа
  - Джастин Коровкин — Джесси, подросток на побегушках у шерифа
- Нив Султан[англ.] — Ив, мадам публичного дома
  - Роуз Уильямс — Симона
  - Гайя Скоделларо[англ.] — Лаура
  - Кэролайн Тиллетт[англ.] — Сьюзен
  - Руби Каммер — Ванда
  - Вероника Альварадо Крамер — Лиза
- Анна Чанселлор — Хеллен
- Гуидо Каприно[англ.] — Бронсон
  - Клайв Ричи — врач Бронсона
  - Лиам Смит — Воннэт, член банды Бронсона
  - Терри МакМахон[англ.] — Блейн, член банды Бронсона
  - Виктор Калеро — Дерек, член банды Бронсона
  - Юджин «Храбрый Камень»[англ.] — Стрэнджер, член банды Бронсона
  - Саймон Делани[англ.] — Френк, член банды Бронсона
  - Саймон Риццони — Трейнор, член банды Бронсона
  - Джошуа Мейнард — Нолан, член банды Бронсона и племянник Томпсона
- Патерсон Джозеф — Томпсон
  - Йен Ллойд Андерсон[англ.] — Фред Виллсон, наёмник у Томпсона
  - Лохланн О’Мира[англ.] — Ральф Виллсон, наёмник у Томпсона
- Ходжи Фортуна[англ.] — Френсис
- Кристиан Кук — Стив
- Зои Бойл[англ.] — Мишель, жена Стива
- Эйдан Гиллен  — Батлер
- Рихард Заммель — Моррисон

## Производство и премьера
Работа над проектом началась в 2019 году. Производством занялась компания Palomar Pictures. Режиссёром стал Брайан О’Мэлли, сценаристами — Мауро Арагони, Сильвия Эброль и Марчелло Иццо, главные роли получили Доминик Купер и Дуглас Бут. В основу сериала лёг одноимённый фильм Мауро Арагони 2015 года. Заранее было известно, что «Грязный чёрный мешок» содержит элементы стимпанка и хоррора. Съёмки проходили в Южной Италии, Испании и Марокко.
Премьера состоялась 10 марта 2022 года на канале AMC. Известно, что планировались три сезона.